# El Zafrín
El Zafrín es un yacimiento neolítico de tipo cardial fechado en la segunda mitad del V milenio a. C. (aunque los primeros tratamientos con radiocarbono fechan el inicio del poblado en la primera mitad del V milenio.) y ubicado en la isla del Congreso, dentro del archipiélago de las islas Chafarinas (frente al litoral africano, España). Cuenta con una extensión de 12 hectáreas. Su estudio comenzó en el año 2000 por el ICM (Instituto de Cultura Mediterránea), enmarcado en el Proyecto de investigación Chafarinas, durante el cual se han encontrado otros restos en las islas, tan variopintos como una zona de fundición o una moneda medieval.
El yacimiento se interpreta como un poblado típico de la costa norteafricana, que sobrevivió seguramente gracias a una dieta de productos del mar, entre ellos peces, patelas y focas monje, —como indican los restos de moluscos empotrados en los sedimentos— completada con la ganadería.

## Historia de las excavaciones[6]
Las primeras investigaciones en la isla del Congreso se produjeron a mediados del siglo XX por parte de Carlos Posac, obteniéndose del lugar herramientas de sílex. En el año 2000 el ICM, con la dirección de Juan Bellver Garrido y Antonio Bravo Nieto, toma la isla como campo de investigaciones, elaborando un estudio sistemático aún en progreso. En una primera fase el ICM delimitó el perímetro del área arqueológica y lo situó mediante radiocarbono en la parte más antigua del Neolítico. Una segunda excavación en 2001 consideró una pequeña prospección y recuperó varios elementos cerámicos. Los trabajos se interrumpieron en el año 2002 por la disputa territorial entre España y Marruecos por el cercano islote de Perejil. En 2003 nuevas prospecciones pudieron documentar la existencia de viviendas y otros edificios, así como tomar muestras de cerámicas y esqueletos.
Destacaron las excavaciones de 2004, en la cual, entre otros, se halló una suerte de horno, una cabaña circular en estado excepcional de conservación, en parte excavada en la roca y cerámica (de la cual el 15 % está decorada sencillamente, con espigas o líneas oblicuas en diferentes direcciones), y la de 2005, en la que se delimitó con toda seguridad el yacimiento y se hallaron otra cabaña y valioso material arqueológico como colgantes de conchas o piedra, piedra ocre como pigmento y sobre todo cerámica.

## Industria lítica[6]
Las herramientas se destacan por su uso para el consumo de moluscos y mariscos, como perforaderos y raspadores. La factura es de piedra de sílex de dos tipos, una propia de la isla, de color rojizo o marrón, y otra del continente africano, de calidad superior y color gris.
También se han hallado microlitos geométricos, para cuya fabricación se ha optado por el segundo tipo de sílex, de grano más fino. Pudieron servir como hoces en mangos de madera o de hueso, o bien como puntas de lanzas.
Tan solo se ha encontrado un elemento pulimentado, un hacha hallada en una suerte de despensa o almacén dentro de una de las viviendas.

## Restos arqueológicos
Entre todos los restos destaca una cabaña semiperforada en la roca. La planta es circular, de aproximadamente 3 metros de diámetro, y se dispone en torno a un hogar central. Dentro de ella se han descubierto una serie de molinos de mano. Un pequeño murete con hacía de cerramiento, con una abertura de entrada. Unos hoyos encajaban los postes de madera, que sostenían el peso de una cubierta vegetal a modo de estructura independiente del muro. Así mismo dentro de la cabaña se ha encontrado un lugar de almacén o despensa. 
También se han hallado los restos de dos hogares, una estructura de combustión (horno) bastante compleja y un agujero excavado, probablemente a modo de basurero. Los hogares consisten en sendos círculos delimitados por piedras pequeñas.
Además de las herramientas, las cerámicas, los adornos y las estructuras, en la isla del Congreso se han hallado una serie de terrazas muy deterioradas. Estas terrazas, sin embargo, probablemente se hicieron a la vez que un edificio cercano hoy completamente en ruinas. Dentro de las cerámicas se han hallado ollas, grandes recipientes, cuencos, perfiles en forma de S y vasos con los cuellos alargados.

## Abandono del yacimiento[13]
Resulta llamativo que el yacimiento se ocupara durante cinco siglos durante el Neolítico y no existiese ninguna otra población estable subsiguiente. La teoría actual apunta al nivel del mar, entonces en subida constante. El aumento de las aguas reducía las islas y dificultaba su habitabilidad. Finalmente, como consecuencia de la anegación de las depresiones, el mar cubrió y absorbió los cursos de agua dulce y con ello impidió una ocupación constante de la isla.